# Джураев, Кодир Асадович
Джураев Кодир Асадович (узб. Qodir Asadovich Jo‘rayev; 11 августа 1972 года, село Ширин, Вабкентский район, Бухарская область, Узбекская ССР, СССР) — депутат Законодательной палаты Олий Мажлиса Республики Узбекистан с 2010 года.